# Административно-территориальное деление Иркутска

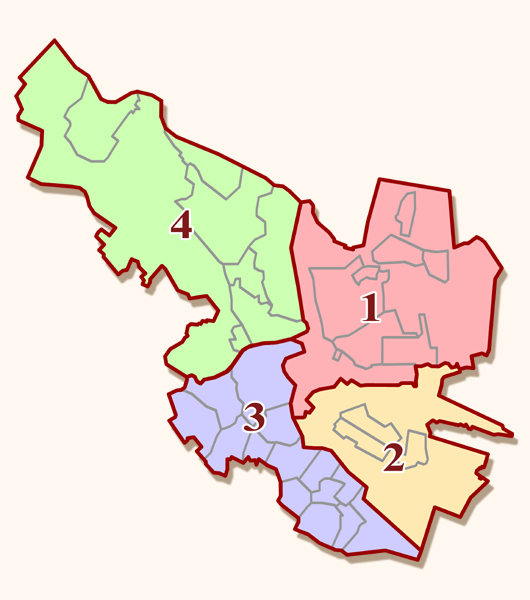
1 — Правобережный, 2 — Октябрьский, 3 — Свердловский, 4 — Ленинский

Административно-территориальное деление Ирку́тска — взаимосвязанная система территориальных единиц Иркутска, созданная в пределах границ города.
Районы города Иркутска — Кировский, Куйбышевский, Ленинский, Октябрьский и Свердловский — являются административно-территориальными образованиями Иркутской области.
Административные округа  — территориальные единицы города Иркутска, образуемые для административного управления соответствующими территориями, которые не являются административно-территориальными образованиями области.
Границы и территория административных округов могут не совпадать с границами и территорией районов города. Административный округ может включать в себя несколько районов города Иркутска.

## Районы города
Согласно Закону «Об административно-территориальном устройстве Иркутской области», город разделён на следующие административно-территориальные образования — 5 районов в городе:
- Кировский,
- Куйбышевский,
- Ленинский,
- Октябрьский,
- Свердловский

## Административные округа
Иркутск делится на 4 административных округа:
1. Правобережный
2. Октябрьский
3. Свердловский
4. Ленинский

30 апреля 2015 г. депутаты Думы г. Иркутска утвердили новую структуру администрации Иркутска, согласно которой город будет делиться всего на три административных округа: Центральный (включающий в себя только Кировский район), Правобережный (включает Куйбышевский и Октябрьский районы) и Левобережный (включает в себя Свердловский и Ленинский районы).
Однако уже 8 октября 2015 года город вернулся к прежнему административному делению на четыре округа — Свердловский, Правобережный, Октябрьский и Ленинский. Соответствующее решение было принято депутатами Думы областного центра. По словам тогдашнего мэра города Дмитрия Бердникова, сохранить привычное деление было необходимо для комфорта иркутян.

### Население
Иркутск — 605 708:
- Правобережный округ — 110 759[6]
- Октябрьский округ — 149 469[6]
- Свердловский округ — 202 231[6]
- Ленинский округ — 154 805[6]

## Микрорайоны города

### Правобережный административный округ
- Деловой район «Иркутск-Сити»
- Исторический центр Иркутска
- Микрорайон «Зелёный»
- Микрорайон «Топкинский»
- Предместье «Знаменское»
- Предместье «Рабочее»
- Предместье «Радищево»
- Посёлок «Лесной»
- Посёлок «Искра»

### Октябрьский административный округ
- Международный аэропорт «Иркутск»
- Микрорайон «Байкальский»
- Микрорайон «Лисиха»
- Микрорайон «Солнечный»
- Микрорайон «Крылатый»
- 130-й квартал
- 131-й квартал
- 132-й квартал

### Свердловский административный округ
- Микрорайон «Академгородок»
- Микрорайон «Ершовский»
- Микрорайон «Кузьмиха»
- Микрорайон «Мельниково»
- Микрорайон «Первомайский»
- Микрорайон «Приморский»
- Микрорайон «Радужный»
- Микрорайон «Синюшина гора»
- Микрорайон «Студгородок»
- Микрорайон «Университетский»
- Микрорайон «Юбилейный»
- Микрорайон «Южный»
- Микрорайон «Энергетиков»
- Предместье «Глазково»

### Ленинский административный округ
- Микрорайон "Иркутск-2"
- Микрорайон «Ермаковский»
- Микрорайон «Новоленино»
- Микрорайон "Зелёный"
- Посёлок «Батарейная»
- Посёлок «Боково»
- Посёлок «Вересовка»
- Микрорайон «Жилкино»
- Посёлок «Имени Кирова»
- Посёлок «Горького» (Селиваниха)
- Микрорайон «Берёзовый»